# اتحادیه علوم زمین اروپا
اتحادیه علوم زمین اروپا (انگلیسی: European Geosciences Union) یک انجمن علمی ناسودبر است که در زمینه علوم زمین، سیاره‌شناسی و علوم فضایی فعالیت می‌کند.
این اتحادیه از تلفیق انجمن ژئوفیزیک اروپا و اتحادیه اروپایی علوم زمین در سال ۲۰۰۲ تشکیل شده است. این اتحادیه سالانه هشت جایزه اصلی به محققان برتر در شاخه‌های مختلف علوم زمین در سطح جهانی اهدا می‌کند که از میان آنها چهار جایزه «آرنه ریچتر» به چهار «دانشمند برجسته جوان علوم زمین» اهدا می‌شود.
جوایز اصلی این مجموعه از سال ۱۹۸۳ تا کنون به دانشمندان مطرح علوم زمین در نقاط مختلف جهان اهدا شده است.
تنها دانشمند ایرانی که تا کنون موفق به دریافت یکی از جوایز اصلی این اتحادیه شده است، دکتر کاوه مدنی، استاد امپریل کالج لندن است.

## انتشارات
اتحادیه علوم زمین اروپا انتشار اولین خبرنامه خود را در نوامبر ۲۰۰۲ و انتشار وبلاگ رسمی خود را در ۲۰۱۰ شروع کرد. این وبلاگ به زودی به منبعی سریع برای خواندن اطلاعات در مورد فعالیت‌های این اتحادیه و تحقیقات در باره زمین، سیاره و علوم فضایی تبدیل شد. این اتحادیه کتاب‌های دانشگاهی و  انتشارات دیگری نیز داشته است و همچنین با انتشارات کوپرنیک تعداد افزایش یابنده دیگری از مجلات علمی با دسترسی آزاد را منتشر کرده‌اند.

## جوایز
EGU سالانه تعدادی جوایز و مدال برای به رسمیت شناختن دستاوردهای علمی اعطا می‌کند که چهار مدال آن به شرح زیر  است:
- مدال آرتور هلمز برای علوم زمین جامد
- مدال آلفرد وگنر برای علوم جوی، هیدرولوژیکی یا اقیانوسی
- مدال ژان دومینیک کاسینی برای علوم سیاره‌ای و فضایی
- مدال الکساندر فون هومبولت برای دانشمندان کشورهای در حال توسعه (با تأکید بر آمریکای لاتین و آفریقا) که در علوم زمین و علوم سیاره‌ای و فضایی به جایگاه بین‌المللی استثنایی دست پیدا کرده‌اند.

جوایز اتحادیه:
- جایزه آنجلا کروم برای روزنامه‌نگاری زمین، فضا و علوم سیاره‌ای
- جوایز آرن ریشتر (دانشمند جوان برجسته سابق) برای دستاوردهایی که توسط دانشمندان اولیه زمین، سیاره و علوم فضایی به دست آمده است[۷]
- جایزه کاتیا و موریس کرافت، برای گسترش و مشارکت در علوم زمین
- جایزه ممتاز برای خدمات برجسته اتحادیه